# 아이신기오로 라임부
아이신기오로 라임부(愛新覺羅 賴慕布, 만주어: ᠯᠠᡳᠮᠪᡠ, 만문자모: Laimbu; 1611년 12월 24일 ~ 1646년 5월 11일)는 만주정람기 기인이자, 누르하치의 13남이다. 홍타이지(Hong Taiji, 皇太極)의 이복동생이며, 생모는 서비 서림각라씨이다.

## 생애
신해년(1611년) 12월 24일 사시(巳時)에 태어났다. 천총(天聰) 8년(1634), 니루장긴(牛彔章京, niru janggin) 직을 맡았다. 숭덕 4년 (1639년), 의정대신(議政大臣)에 임명되었다. 숭덕(崇德) 7년(1642) 영친왕 아지거(阿濟格, Ajige)의 속인으로 그를 따라다니며 영원성(寧遠城)의 명나라 병사를 물리쳤다. 아지거는 홍타이지(皇太極, Hong Taiji)가 상을 줄 때를 기다리지 않고, 먼저 집으로 돌아가 죄를 받았으며, 라임부는 아지거를 말리지 않았다는 이유로 파면되고, 의정대신의 자리도 물러나야했다.
라임부는 입관(入關, 산해관 돌파 후 북경 점령 등의 사건) 후, 저택은 조양문(朝陽門) 안에 있는 소주골목에 있었다. 저택은 면적이 7칸으로, 동서 배층 7칸, 후전 5칸, 후전의 침실은 7칸에 안채가 있고, 뒷채에도 7칸에 달한다. 이 저택은 라임부의 아들이 후에 작위를 받은 후, 강희제(康熙帝)의 다섯째 아들 항온친왕 윤기에게 항왕부로 하사했다. 청나라 중후반에 가경제(嘉慶帝)의 셋째 아들 돈각친왕 면개에게 돈왕부로 하사했다.
순치(順治) 2년(1645)에 라임부는 봉은장군에 봉해졌다. 순치 3년(1646)에 사망하였다. 아들 내호가 작위를 물려받아 봉은장군이 되었다. 순치 10년(1653) 5월, 라임부는 보국공으로 추서되었고, 시호는 '개직(介直)'이다. 그 아들 내후는 또한 보국공으로 작위를 승계받았다.

## 가족

### 생모
서비 서림각라씨, 분두리하스구의 딸이다. 만력 38년 (1610년)에 누르하치에게 시집왔다. 만력 39년(1611) 12월 24일, 라임부를 낳았다. 그녀의 생몰년은 알려지지 않았다. 두 선생의 고증에 따르면, 서림각라씨는 나중에 서비로 기록되었지만, 서림각라씨는 누르하치의 처첩에 포함되지 않고, 시비(侍婢)였다고 한다.

### 아들
라임부는 자식이 한명뿐이었는데, 이름은 내호(來祜)였다. 내호의 두번째 계처는 구왈기야씨(瓜爾佳氏, Gūwalgiya hala) 오보이(鰲拜, Oboi)의 딸이다. 그래서 오보이의 친족으로써 혁작을 받았다. 봉은보국공 내호는 아들만 열명을 보았는데, 6명은 요절하거나 후사가 없고, 첫째 늑극덕(勒克德), 둘째 보통(寶通), 셋째 3등 보국장군 내도(來度), 5남 애주(愛珠) 등 4명의 아들이 장성하였다. 셋째 내도의 후사는 청나라 중후반에 끊겼기 때문에, 남은 자식은 첫째 르커드, 둘째 보통, 다섯째 애주만 남았다.